# Alexéi Petujov
Alexéi Yevguénevich Petujov –en ruso, Алексей Евгеньевич Петухов– (Klintsy, URSS, 28 de junio de 1983) es un deportista ruso que compitió en esquí de fondo.
Participó en dos Juegos Olímpicos de Invierno, obteniendo una medalla de bronce en Vancouver 2010, en la prueba de velocidad por equipo (junto con Nikolai Morilov), y el octavo lugar en Sochi, en velocidad individual.
Ganó dos medallas en el Campeonato Mundial de Esquí Nórdico, oro en 2013 y plata en 2015.

## Palmarés internacional
| Juegos Olímpicos   | Juegos Olímpicos       | Juegos Olímpicos  | Juegos Olímpicos     |
| Año                | Lugar                  | Medalla           | Prueba               |
| ------------------ | ---------------------- | ----------------- | -------------------- |
| 2010               | Vancouver (Canadá)     | Medalla de bronce | Velocidad por equipo |
| Campeonato Mundial |                        |                   |                      |
| Año                | Lugar                  | Medalla           | Prueba               |
| 2013               | Val di Fiemme (Italia) | Medalla de oro    | Velocidad por equipo |
| 2015               | Falun (Suecia)         | Medalla de plata  | Velocidad por equipo |